# Prima Categoria Abruzzo 1960-1961
Il campionato di calcio di Prima Categoria 1960-1961 è stato il V livello del campionato italiano. A carattere regionale, fu il secondo campionato dilettantistico con questo nome dopo la riforma voluta da Zauli del 1958.
Questi sono i gironi organizzati dal Comitato Regionale Abruzzese per la regione Abruzzo.

## Stagione
In questa stagione le squadre molisane sono aggregate al Comitato Regionale Campano.

A causa delle notevoli distanze chilometriche al Termoli fu concessa la partecipazione ai campionati gestiti dal Comitato Regionale Abruzzese.

## Girone A

### Squadre partecipanti
| Squadra                | Città (provincia)             | Stagione precedente |
| ---------------------- | ----------------------------- | ------------------- |
| S.P. Atri              | Atri (TE)                     |                     |
| A.S. Città Sant'Angelo | Città Sant'Angelo (PE)        |                     |
| S.S. Francavilla       | Francavilla al Mare (CH)      |                     |
| S.S. Giulianova        | Giulianova (TE)               |                     |
| A.S. Guardiagrele      | Guardiagrele (CH)             |                     |
| A.S. Mosciano          | Mosciano Sant'Angelo (TE)     |                     |
| G.S. Nino Mezzanotte   | Pescara                       |                     |
| A.S. Penne             | Penne (PE)                    |                     |
| U.S. Pro Lanciano      | Lanciano (CH)                 |                     |
| S.P. Rosetana          | Roseto degli Abruzzi (TE)     |                     |
| A.S. Santegidiese      | Sant'Egidio alla Vibrata (TE) |                     |
| U.S. Termoli           | Termoli (CB)                  |                     |

### Classifica finale
|  | Pos. | Squadra           | Pt | G  | V  | N | P  | GF | GS | DR  |
|  | ---- | ----------------- | -- | -- | -- | - | -- | -- | -- | --- |
|  | 1.   | Giulianova        | 38 | 22 | 18 | 2 | 2  | 63 | 13 | +50 |
|  | 2.   | Atri              | 31 | 22 | 14 | 3 | 5  | 39 | 33 | +6  |
|  | 3.   | Santegidiese      | 26 | 22 | 12 | 2 | 8  | 43 | 34 | +9  |
|  | 3.   | Pro Lanciano      | 26 | 22 | 12 | 2 | 8  | 46 | 34 | +12 |
|  | 5.   | Francavilla       | 25 | 22 | 10 | 5 | 7  | 43 | 28 | +15 |
|  | 6.   | Rosetana          | 24 | 22 | 11 | 2 | 9  | 29 | 33 | -4  |
|  | 7.   | Guardiagrele      | 21 | 22 | 8  | 5 | 9  | 39 | 37 | +2  |
|  | 8.   | Mosciano          | 20 | 22 | 8  | 4 | 10 | 33 | 50 | -17 |
|  | 9.   | Termoli           | 18 | 21 | 8  | 2 | 11 | 30 | 32 | -2  |
|  | 10.  | Nino Mezzanotte   | 16 | 22 | 5  | 6 | 11 | 28 | 44 | -16 |
|  | 11.  | Penne             | 9  | 21 | 4  | 1 | 15 | 28 | 65 | -37 |
|  | 12.  | Città Sant'Angelo | 8  | 22 | 3  | 2 | 17 | 16 | 58 | -42 |

Legenda:
      Ammesso alle finali regionali.
      Retrocesso in Prima Divisione.
Regolamento:
Due punti a vittoria, uno a pareggio, zero a sconfitta.
Pari merito in caso di pari punti.
Note:
Termoli e Penne una partita in meno.
Discrepanza di 24 gol nel computo totale reti fatte (94) /subite (118).

## Girone B

### Squadre partecipanti
| Squadra                  | Città (provincia)                       | Stagione precedente |
| ------------------------ | --------------------------------------- | ------------------- |
| A.S. Angizia Luco        | Luco dei Marsi (AQ)                     |                     |
| A.S. Aquilotti           | Avezzano (AQ)                           |                     |
| U.S. Chieti Scalo        | Chieti                                  |                     |
| S.S. Fucense             | Trasacco (AQ)                           |                     |
| S.C. Lettese             | Lettomanoppello (PE)                    |                     |
| U.S. Nike Onarmo         | Chieti                                  |                     |
| Pol. Oratoriana          | L'Aquila                                |                     |
| A.S. Popoli              | Popoli (PE)                             |                     |
| A.S. San Valentino       | San Valentino in Abruzzo Citeriore (PE) |                     |
| A.C. Scafa               | Scafa (PE)                              |                     |
| S.S. Torrese             | Torre de' Passeri (PE)                  |                     |
| S.S. Virtus Piano d'Orta | Piano d'Orta (PE)                       |                     |

### Classifica finale
|  | Pos. | Squadra             | Pt | G  | V | N | P | GF | GS | DR |
|  | ---- | ------------------- | -- | -- | - | - | - | -- | -- | -- |
|  | 1.   | Torrese             | 37 | 22 |   |   |   |    |    |    |
|  | 2.   | Oratoriana          | 34 | 22 |   |   |   |    |    |    |
|  | 3.   | Virtus Piano d'Orta | 30 | 22 |   |   |   |    |    |    |
|  | 4.   | Scafa               | 29 | 22 |   |   |   |    |    |    |
|  | 5.   | Angizia Luco        | 27 | 22 |   |   |   |    |    |    |
|  | 6.   | Aquilotti           | 26 | 22 |   |   |   |    |    |    |
|  | 7.   | San Valentino       | 25 | 22 |   |   |   |    |    |    |
|  | 7.   | Popoli              | 25 | 22 |   |   |   |    |    |    |
|  | 9.   | Chieti Scalo        | 23 | 22 |   |   |   |    |    |    |
|  | 10.  | Fucense             | 20 | 22 |   |   |   |    |    |    |
|  | 11.  | Nike Onarmo         | 7  | 22 |   |   |   |    |    |    |
|  | 12.  | Lettese             | 3  | 22 |   |   |   |    |    |    |

Legenda:
      Ammesso alle finali regionali.
      Retrocesso in Prima Divisione.
Regolamento:
Due punti a vittoria, uno a pareggio, zero a sconfitta.
Pari merito in caso di pari punti.
Note:
C'è un'evidente incongruenza nel computo dei punteggi (totale uguale a 286 invece di 264).

## Finali regionali
|            | Risultato |            | Luogo e data                 |
| ---------- | --------- | ---------- | ---------------------------- |
| Giulianova | 3 - 1     | Torrese    | Giulianova, 7 maggio 1961    |
|            |           |            |                              |
| Torrese    | 1 - 0     | Giulianova | Piano d'Orta, 14 maggio 1961 |
|            |           |            |                              |

### Spareggio
|            | Risultato |         | Luogo e data            |
| ---------- | --------- | ------- | ----------------------- |
| Giulianova | 3 - 0     | Torrese | Pescara, 21 maggio 1961 |
|            |           |         |                         |

- Il Giulianova è promosso in Serie D ed ammesso alle finali interregionali.